# Staphyliniformia

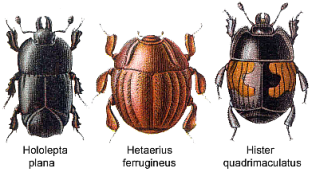
Przedstawiciele gnilikowatych

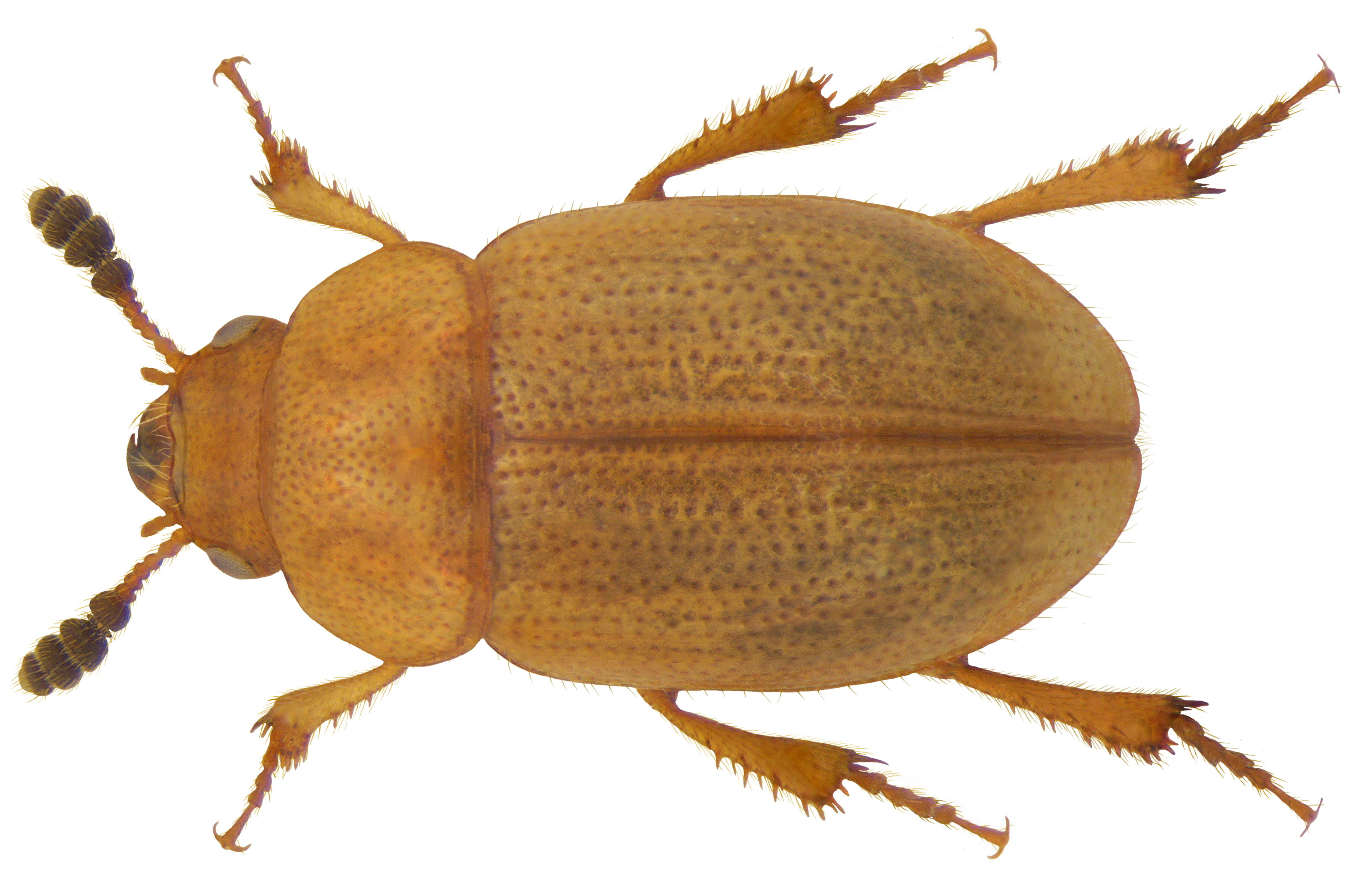
Trichohydnobius suturalis z rodziny grzybinkowatych

Staphyliniformia – infrarząd lub seria chrząszczy z podrzędu wielożernych (Polyphaga). W języku polskim na określenie tej grupy wprowadzony został termin kusakokształtne, jednak nazwa ta jest nieścisła i bywa odnoszona także do nadrodziny Staphylinoidea.

## Charakterystyka
Większość gatunków Staphyliniformia to małe do średniej wielkości chrząszcze. Mimo swojej dużej różnorodności grupa posiada kilka cech synapomorficznych. Czułki prymitywne, 11-segmentowe. Szyja wyraźnie zwężona za oczami. Przedplecze z wyraźnie odznaczającą się boczną krawędzią. Odnóża u larw o 5 członach, a dziesiąty segment odwłoka często z mniej lub bardziej cienkimi bądź tęgimi kolcami lub hakami. Urogomfy z ruchomym połączeniem u nasady.

## Różnorodność
Takson ten obejmować może nawet 35–40% wszystkich współcześnie żyjących chrząszczy. Jego przedstawiciele żyją we wszystkich środowiskach: lądowych, słodkowodnych i strefie przyboju mórz. Zaliczają się tu gatunki drapieżne, glonożerne, grzybożerne, detrytusożerne, padlinożerne oraz ektopasożyty, a po włączeniu Scarabaeoidea także typowi roślinożercy.

## Systematyka
Cechy morfologiczne Staphyliniformia wskazują, że jest to najbardziej podstawowa grupa w podrzędzie Polyphaga. Podzielone zostały na dwie nadrodziny: Hydrophiloidea i Staphylinoidea. Część autorów dodatkowo wyróżnia z Hydrophiloidea w osobną nadrodzinę Histeroidea obejmujące gnilikowate (Histeridae), Sphaeritidae i Synteliidae.
Niepewne jest miejsce rodziny Hydraenidae. Tradycyjnie klasyfikowana była w Hydrophiloidea, jednak na podstawie badań morfologii larw zaliczono ją do Staphylionoidea
Wiele współczesnych badań wskazuje, że Scarabaeoidea wyróżniane tradycyjnie w osobny infrarząd Scarabaeiformia powinny być umieszczone w Staphyliniformia.

### Nadrodziny
Współcześnie wyróżnia się dwie lub trzy nadrodziny:
- Hydrophiloidea Latreille, 1802 – kałużnicokształtne
- Histeroidea Gyllenhal, 1808 - gnilikokształtne
- Staphylinoidea Latreille, 1802 - kusakokształtne